# Саруй
Сару́й (рос. Саруй, чув. Саруй) — присілок у складі Урмарського району Чувашії, Росія. Входить до складу Великояниковського сільського поселення.
Населення — 371 особа (2010; 480 у 2002).
Національний склад:
- чуваші — 98 %